# Kok (rivier)
De Kok is een rivier in Myanmar en Thailand. De rivier ontspringt in de staat Shan in Myanmar, stroomt dan door de provincie Chiang Mai en mondt nabij de stad Chiang Saen in de provincie Chiang Rai uit in de rivier de Mekong. De rivier is 285 kilometer lang.

## Steden
Belangrijke steden langs de rivier de Kok:
- Chiang Rai